# Пероз

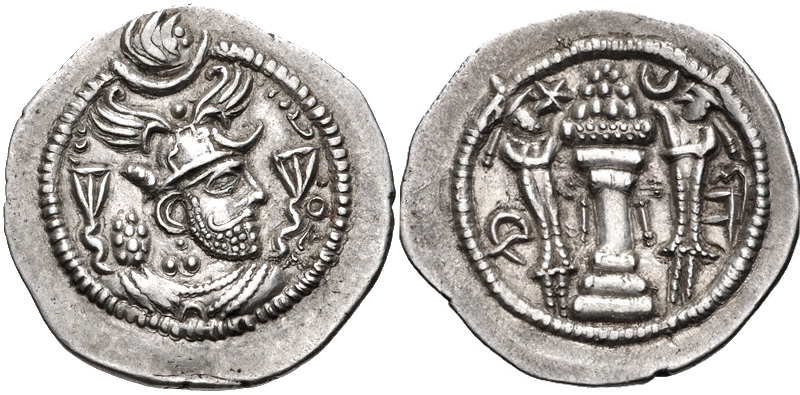
Монета, викарбувана в царювання Пероза I

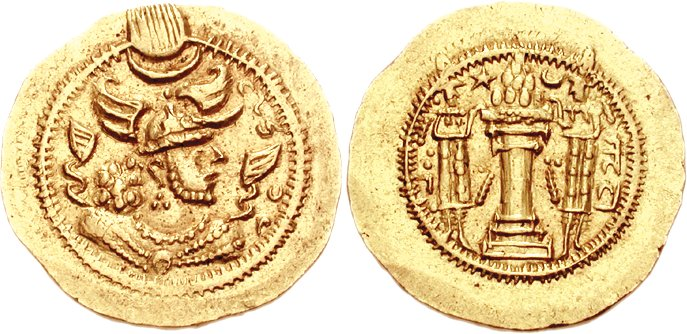
Монета, викарбувана в царювання Пероза I

Пероз, Пероз Еком, Пероз I (перс. پیروز یکم — «Переможець») — 17-й шахиншах з династії Сасанідів (459⁣—⁣484), старший син Єздигерда II. Вступив на престол, перемігши за допомогою гунів свого брата Ормізда III.

## Боротьба за престол та перші роки правління
Після перемоги над братом Орміздом III, досягнутої за допомогою гунів, Пероз зайняв іранський трон. Коли Пероз воцарився він був ще юнаком і його правління розпочалося з проблем, які необхідно було негайно піддати вирішенню. До моменту захоплення Перозом влади країну 7 років поспіль мучила посуха, наслідками якої стали голод та злидні. Очевидно, що ще юному владиці хтось допомагав, і робив це дуже розумно. Держава провела ряд заходів спрямованих на стабілізацію ситуації в країні, зокрема: податкові пільги, роздача їжі з державних складів і т. ін. Через голод та злидні багато міст стояли на порозі повного обезлюднення, але після усунення проблем з голодом було розпочато програми відбудови старих та будівництва нових міст. Грошей на такий грандіозний проєкт не вистачало і тому доводилося позичати їх у свого західного сусіда — у Візантії.

## Переслідування християн
Свідчення щодо переслідування християн за правління Пероза не є однозначними. Вірменський історик Себеос, наприклад писав таке: «За правління перського царя Пероза зник будь-який благоустрій, порядок та (терпимість) до християнського вчення, і подібні утиски, небезпеки, гоніння та ненависть настигли наших вельмож, які наважилися скинути з себе рабські пути». Щоправда, Евагрій та Прокопій вважали, що на відміну від своїх батька з дідом, Пероз не переслідував християн, а навпаки підтримував їх. Врешті-решт Пероз мав тісні та союзні стосунки з Візантією, що навряд чи було б можливим якби він був цілком ворожим до християнства.

## Війна з північними та східними кочовиками
Протягом майже усього правління Пероза тривали нескінченні війни з кочовиками, які ледь не щороку ходили на державу Сасанідів. Через кавказькі перевали та Дербентські ворота регулярно проривалися племена гунів. На північному узбережжі Каспію тривали війни з кидаритами. Року 468-го уже дорослий Пероз вирішив цю проблему, він спочатку взяв столицю кидаритів в облогу і згодом захопив її. Залишки кидаратів поглинули ефталіти, які з тих часів мали з Іраном спільний кордон. Це був ще небезпечніший за кидаритів сусід. У середині V століття держава ефталітів досягла піку своєї могутності, їх володіння простягались від Хтана до Амударії та включала в себе усю Середню Азію.
Війна з кочовиками була дуже виснажливою. Її подробиці нам майже не відомі, проте згідно з однією з легенд, Пероз на 11 рік свого правління на чолі сильного війська виступив проти царя ефталітів Ахшунвара. Уникаючи відкритого бою, останній намагався заманити персів у пастку (військо ефталітів почало відступати довгою гірською дорогою, що закінчувалася тупиком. Щойно перси пройшли вглиб гір, як на них миттєво напали з фронту й тилу і «взяли в кліщі» ефталіти. Ахшурван був готовим помилувати персів, за умови що ті визнають його верховенство та владу.
Аби уникнути повного розгрому та смерті, Пероз прийняв запропоновані Ахшунваром умови миру, уступив місто Талакан і зробив ряд інших територіальних поступок. Також Пероз повинен був виплатити солідну суму, солідну настільки, що він не зміг її зібрати вчасно і був змушений віддати сина Кавада в полон на два роки, перш ніж набрав необхідну кількість грошей.

## Останній похід Пероза
Візантійський письменник Пріск Панійський розказує, ніби Пероз образив царя ефталітів — пообіцяв що видасть за нього свою сестру, але натомість відправив замість неї якусь іншу жінку. Коли ця жінка, через певний період часу, зізналася в підміні, цар Кунха похвалив її за сміливість та чесність і навіть залишив своєю дружиною, але все ж вирішив помститися Перозу. Він вимагав, щоб Пероз надав йому перських воєначальників, начебто для керування його військами у війнах з іншими народами, а коли до нього прибули 300 найбільш знатних персів, він наказав частину стратити, а чистину покалічити і повернути Перозу.
Унаслідок цих подій в 483 році поновилась війна. Згідно з переказами, для того щоб не порушувати свого слова щодо того, що перси не будуть перетинати з військами кордону з ефталітами перед всією армією йшли слони, які тягли камені, що позначали кордон. Бойовий дух у війську Пероза був низьким.
Ефталіти сприйняли похід Пероза як страшний злочин і дуже хотіли розбити ворога. Вони викопали перед своїм військом широкий рів та замаскували його. Коли почалася битва і перська кіннота на чолі з Перозом пішла в наступ, ефталіти заманили супротивника в рів, де всі кіннотники розпрощалися зі своїми життями.
Так закінчив своє життя Пероз.

## Інші відомості про правління
Налагоджував стосунки з Китаєм, надсилаючи туди цінні дари (наприклад дресированих слонів)
У 482 році потрапляє в полон до ефталітів. Ця подія викликає повстання у Вірменії в 483—484 роках, очолюване Вааном Маміконяном, пізніше підтримане півгрузинським царем Вахтангом та албанцями.
За Нварсакським договором Вірменія отримувала повну релігійну свободу. Повстання персами було придушене, але син Пероза потрапляє в заручники до ефталітів (білих гуннів), а сам Пероз вкрай невдало діє у війнах з гунами і гине в битві з ними в 484 році.